# Col dala Pieres
Der Col dala Pieres ist ein 2747 m s.l.m. hoher Berg in den Südtiroler Dolomiten.

## Lage und Umgebung
Der Col dala Pieres bildet mit den Puezspitzen (2918 m), dem Piz Duleda (2909 m) im Nordosten und der Stevia im Südwesten den westlichen Gebirgszug der Puezgruppe. Im Südosten fällt der Berg in das Langental, im Norden in das Roatal ab. Nordwestlich befindet sich mit dem Muntejela (2644 m) ein Vorgipfel. Der Berg ist als Teil des Naturparks Puez-Geisler unter Schutz gestellt und liegt auf der Grenze zwischen den Gemeinden St. Christina in Gröden und Wolkenstein in Gröden.

## Aufstieg

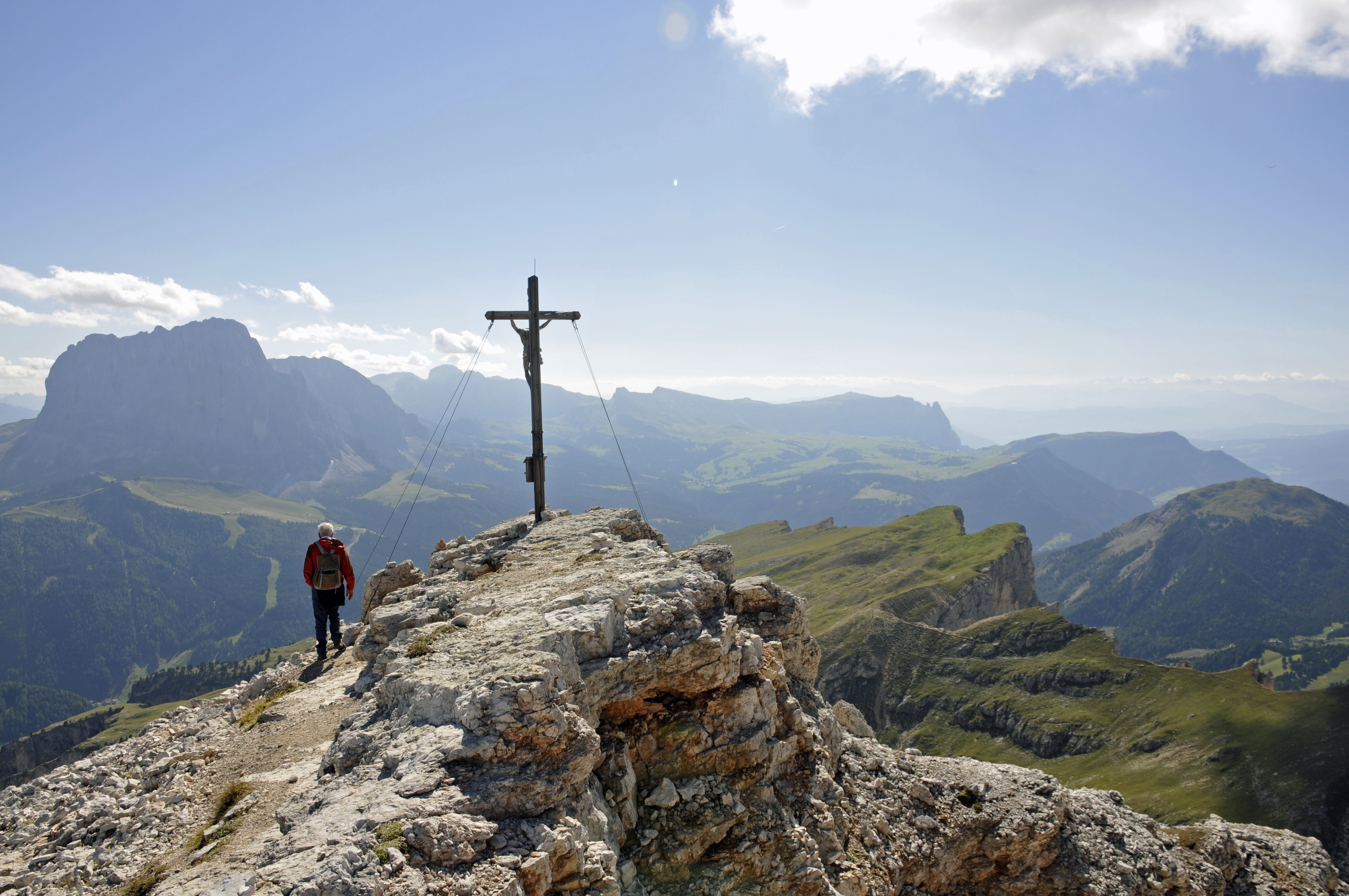
Gipfelkreuz

Der Gipfel des Berges kann von nahegelegenen Berghütten erreicht werden:
- Der Aufstieg von der Regensburger Hütte (2037 m) erfolgt zunächst durch das obere Cislesbachtal und das Roa-Tal zur Siëles-Scharte (2505 m). Von dort führt ein teilweise gesicherter Steig zum Gipfel. Der Aufstieg dauert etwa 2 Stunden. Für den Zugang zur Regensburger Hütte müssen noch 1,5 Stunden von der Talstation bzw. 30 Minuten von der Bergstation der Col-Raiser-Bergbahn dazugerechnet werden.
- Ausgehend von der Juac-Hütte (1903 m) wird nach dem Aufstieg über die Silvesterscharte (2280 m) die Stevia-Hochebene erreicht. Nach dem Passieren der Steviahütte (2312 m) und der Piza-Scharte (2489 m) wird der Gipfel nach insgesamt 3 Stunden erreicht. Für den Zugang zur Juac-Hütte vom Wolkensteiner Ortsteil Daunëi müssen etwa 45 Minuten eingerechnet werden.
- Der Zugang von der Puezhütte (2475 m) startet schon auf relativ großer Höhe. Westwärts wird der Gipfel über die Puezalm und vorbei an der Siëles-Scharte in etwa 2 Stunden erreicht. Der Zugang zur Puezhütte kann über das Langental erfolgen.

Diese Touren können leicht zu Rundwegen kombiniert werden.